# Markvarec (Krajková)

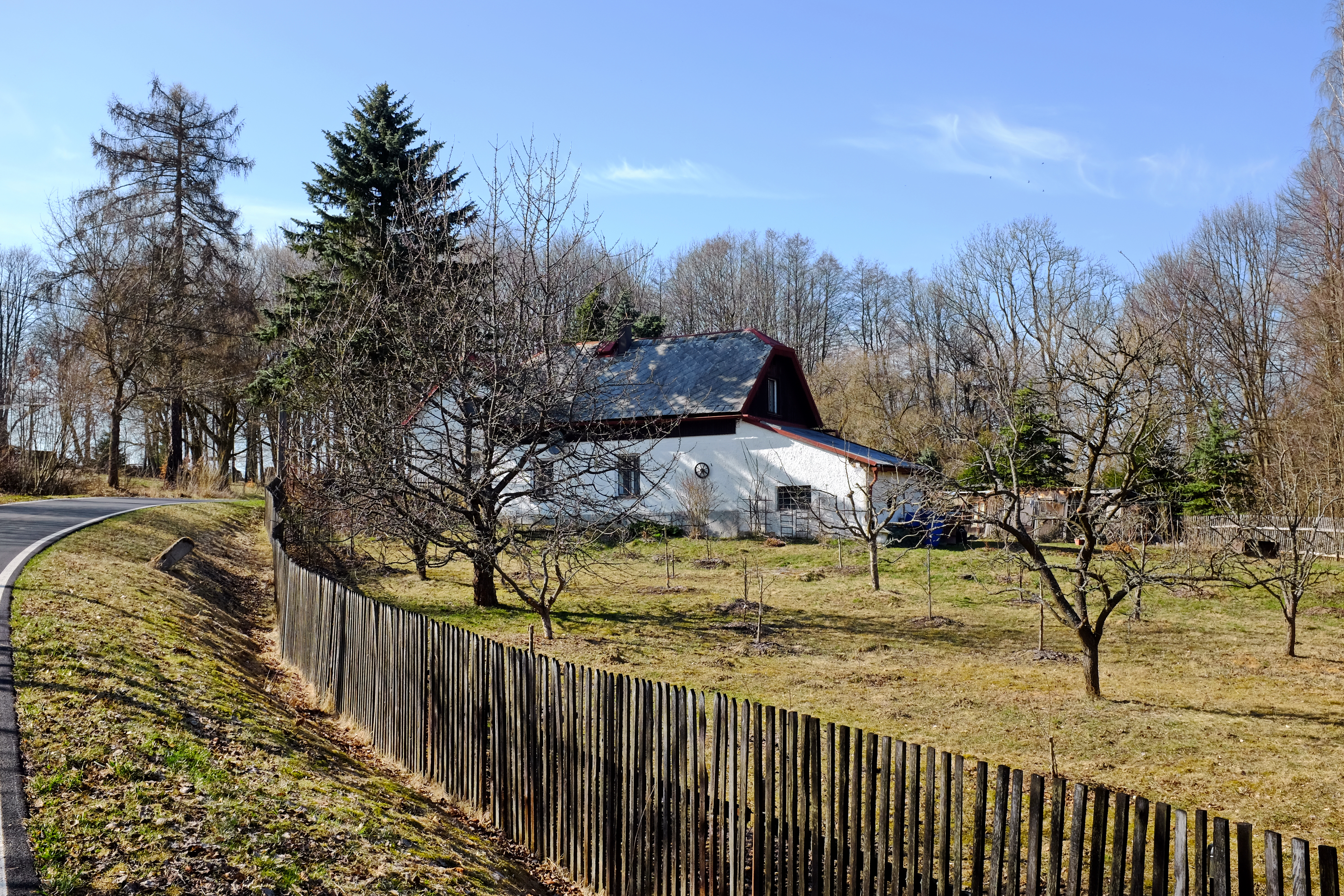
Markvarec

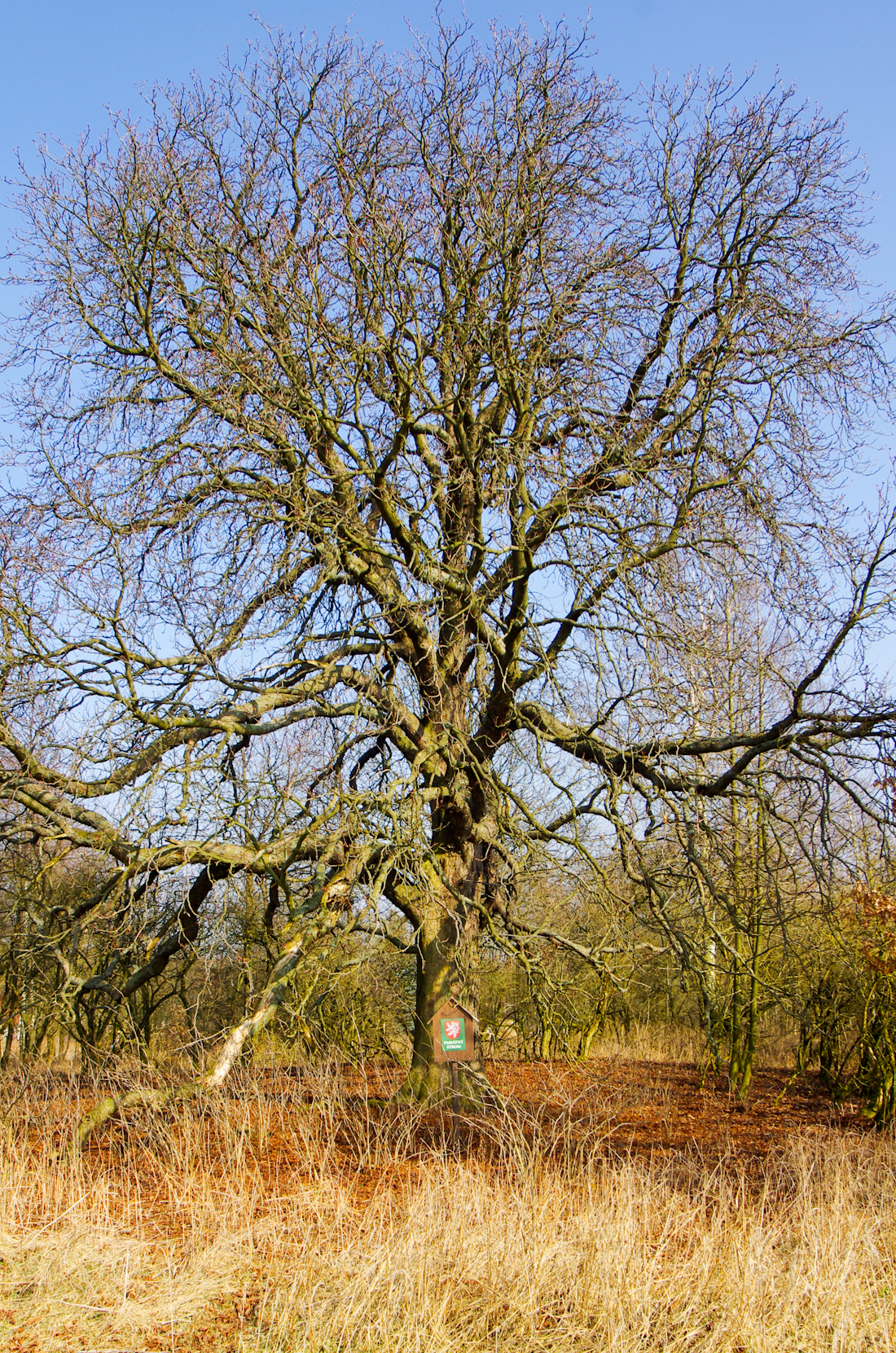
Kastanie von Markvarec

Markvarec (deutsch Marklesgrün) ist eine Grundsiedlungseinheit der Gemeinde Krajková in Tschechien. Das weitgehend erloschene Dorf liegt neun Kilometer nordwestlich von Sokolov und gehört zum Okres Sokolov.

## Geographie
Markvarec befindet sich auf einer Hochfläche in der Krajkovská pahorkatina. Südwestlich erhebt sich der Na Vršku (602 m. n.m.), im Westen der Bílý vrch (Bielberg, 613 m. n.m.) und nordwestlich der K Rozhledně (623 m. n.m.). Das Kataster reicht im Westen bis zum mit der Talsperre Horka gefluteten Tal des Libocký potok (Leibitschbach).
Nachbarorte sind Krajková im Norden, Anenská Ves im Nordosten, Hrádek im Osten, Habartov und Úžlabí im Südosten, Na Rovince und Lítov im Süden, Horní Částkov und Horka im Südwesten, Kopanina im Westen sowie Květná im Nordwesten.

## Geschichte
Die erste urkundliche Erwähnung von „Marquartsgruen“ erfolgte am 5. August 1287, als Albrecht von Hertenberg das Dorf zusammen mit Loch an das Kloster Waldsassen verpfändete. Eine weitere Erwähnung von Markwartsgrün erfolgte im Hartenberger Lehensrevers vom 2. Januar 1350, als die Söhne des Albert I. von Hertenberg – Taut II. von Schönbrunn, Habard und Albrecht von Hertenberg – die Herrschaft Hartenberg von König Karl IV. als Lehn erhielten. Nachfolgende Besitzer der Herrschaft waren u. a. ab 1409 die Ritter Malerzík, ab 1467 die Grafen Schlik, ab 1553 Heinrich IV. von Plauen, ab 1597 die Herren von Pißnitz und seit Beginn des 19. Jahrhunderts die Grafen von Auersperg. Im Jahre 1518 wurde das Dorf als Markersgryn, 1547 als Marklesgrün und 1597 als Markhartsgrün bezeichnet.
Im Jahre 1845 bestand das im Elbogener Kreis gelegene Dorf Marklesgrün aus 24 Häusern mit 161 deutschsprachigen Einwohnern. Sechs der Häuser gehörten zum Gut Maria Kulm und drei zum Gut Kornau. Pfarrort war Maria Kulm. Bis zur Mitte des 19. Jahrhunderts blieb Marklesgrün größtenteils der Herrschaft Hartenberg untertänig.
Nach der Aufhebung der Patrimonialherrschaften bildete Marklesgrün ab 1850 einen Ortsteil der Stadtgemeinde Gossengrün im Gerichtsbezirk Falkenau. 1851 eröffneten Marklesgrün und Pürgles eine gemeinschaftliche Schule; der Unterricht erfolgte bis 1866 in Marklesgrün. Ab 1868 gehörte das Dorf zum Bezirk Falkenau. Im Jahre 1869 bestand Marklesgrün aus 28 Häusern und hatte 188 Einwohner. In den 1870er Jahren löste sich Marklesgrün von Gossengrün los und bildete eine eigene Gemeinde, zu der der Ortsteil Leibitschthal mit der Steberlmühle gehörte. Im Jahre 1900 hatte die Gemeinde 193 Einwohner, 1910 waren es 185. Nach dem Ersten Weltkrieg zerfiel der Vielvölkerstaat Österreich-Ungarn, das Dorf wurde 1918 Teil der neu gebildeten Tschechoslowakischen Republik. Beim Zensus von 1921 lebten in den 30 Häusern von Marklesgrün 175 Personen, darunter 173 Deutsche und ein Tscheche. 1923 wurde Markvarec als tschechischer Ortsname eingeführt. 1930 lebten in den 33 Häusern von Marklesgrün 185 Menschen. Haupterwerbsquellen bildeten der Feldbau und die Viehzucht sowie die Bergarbeit. Nach dem Münchner Abkommen wurde Marklesgrün 1938 dem Deutschen Reich zugeschlagen und gehörte bis 1945 zum Landkreis Falkenau an der Eger. Im Jahre 1939 hatte die Gemeinde 146 Einwohner. Nach der Aussiedlung der deutschen Bewohner nach Ende des Zweiten Weltkrieges wurde das Dorf nur gering wiederbesiedelt. Die Eingemeindung nach Krajková erfolgte 1949. Im Jahre 1950 lebten in den 33 Häusern von Markvarec nur noch sechs Personen. In der Folgezeit erfolgte der Abbruch der unbewohnten Häuser. 1970 bestand Markvarec aus zwei Wohnhäusern und hatte acht Einwohner. Zum 1. April 1980 wurde Markvarec als Ortsteil aufgehoben und dem Ortsteil Hrádek zugeschlagen. Markvarec besteht heute aus drei Häusern, von denen keines mehr dauerhaft bewohnt ist.

## Ortsgliederung
Die Grundsiedlungseinheit Markvarec gehört zum Ortsteil Hrádek (Pürgles).
Markvarec bildet den Katastralbezirk Markvarec u Krajkové.

## Sehenswürdigkeiten
- Kaštan v Markvarci, mächtige Rosskastanie, Baumdenkmal